# Fußball-Sport-Verein Zwickau
El FSV Zwickau, nom complet, Fußball-Sport-Verein Zwickau e.V., és un club de futbol alemany de la ciutat de Zwickau a l'estat de Saxònia.

## Història
El Fußball-Club Planitz fou creat el 27 d'abril de 1912. El 28 d'agost adoptà el nom de Planitzer Sportclub i el 1918 fou anomenat breument Sportvereinigung Planitz, retornant al nom anterior el 2 de febrer de 1919. La seva primera participació destacada a nivell nacional fou l'arribada a les eliminatòries de la Mitteldeutschland (Alemanya Central) el 1931, arribant a semifinals. Sota el Tercer Reich, el 1933, ingressà a la Gauliga Sachsen, on romangué a l'ombra del Dresdner SC, però assolí el títol el 1942.
Després de la II Guerra Mundial, la majoria d'organismes alemanys, inclosos els clubs esportius, foren dissolts per les autoritats aliades. El 1945, el club esdevingué part del Sportgruppe Planitz, una associació formada per diversos clubs de l'àrea. Quan les competicions es reprengueren, l'SG es proclamà campió de la lliga alemanya a la zona soviètica, en derrotar per 1-0 el SG Freiimfelde Halle, el 4 de juliol de 1948 a Leipzig.
L'SG Planitz adoptà el nom ZSG Horch Zwickau el 1949, ingressant a la primera divisió de la lliga de la RDA de futbol, la temporada 1949-50. Es proclamà campió en vèncer el Dresden Friedrichstadt la darrera jornada. El 1950 es fusionà amb el BSG Aktivist Steinkohle Zwickau, una altra entitat de postguerra formada el 14 de juny de 1949, esdevenint Betriebbsportgemeinschaft Horch Zwickau el 1950, i el 1951 BSG Motor Zwickau.
El 1951 una part de l'Aktivist se separà per formar el BSG Fortschritt Planitz que el 1990 adoptà el nom SV Planitz. Una altra part es convertí en BSG Aktivist Karl-Marx Zwickau. Aquest club jugà a les categories inferiors fins que el 1968 es fusionà amb el Motor, naixent el BSG Sachsenring Zwickau. L'actual nom fou adoptat el 1990.

## Palmarès
- Zona soviètica de la lliga alemanya: 1
  - 1948
- Lliga de la RDA de futbol: 1
  - 1949-50
- Copa de la RDA de futbol: 3
  - 1962-63, 1966-67, 1974-75
- Gauliga Sachsen: 1
  - 1942
- NOFV-Oberliga Süd: 2
  - 1994, 2012

## Futbolistes destacats
- Jürgen Croy, 17 temporades al club. Internacional amb la RDA. Entrenador entre 1984 i 1988.
- Heinz Satrapa, màxim golejador de la lliga de la RDA el 1950.